# رالف اچ فاولر
رالف اچ فاولر (انگلیسی: Ralph H. Fowler؛ زاده ۱۷ ژانویهٔ ۱۸۸۹ – درگذشته ۲۸ ژوئیهٔ ۱۹۴۴) یک فیزیک‌دان اهل انگلستان بود.